# Farm Aid

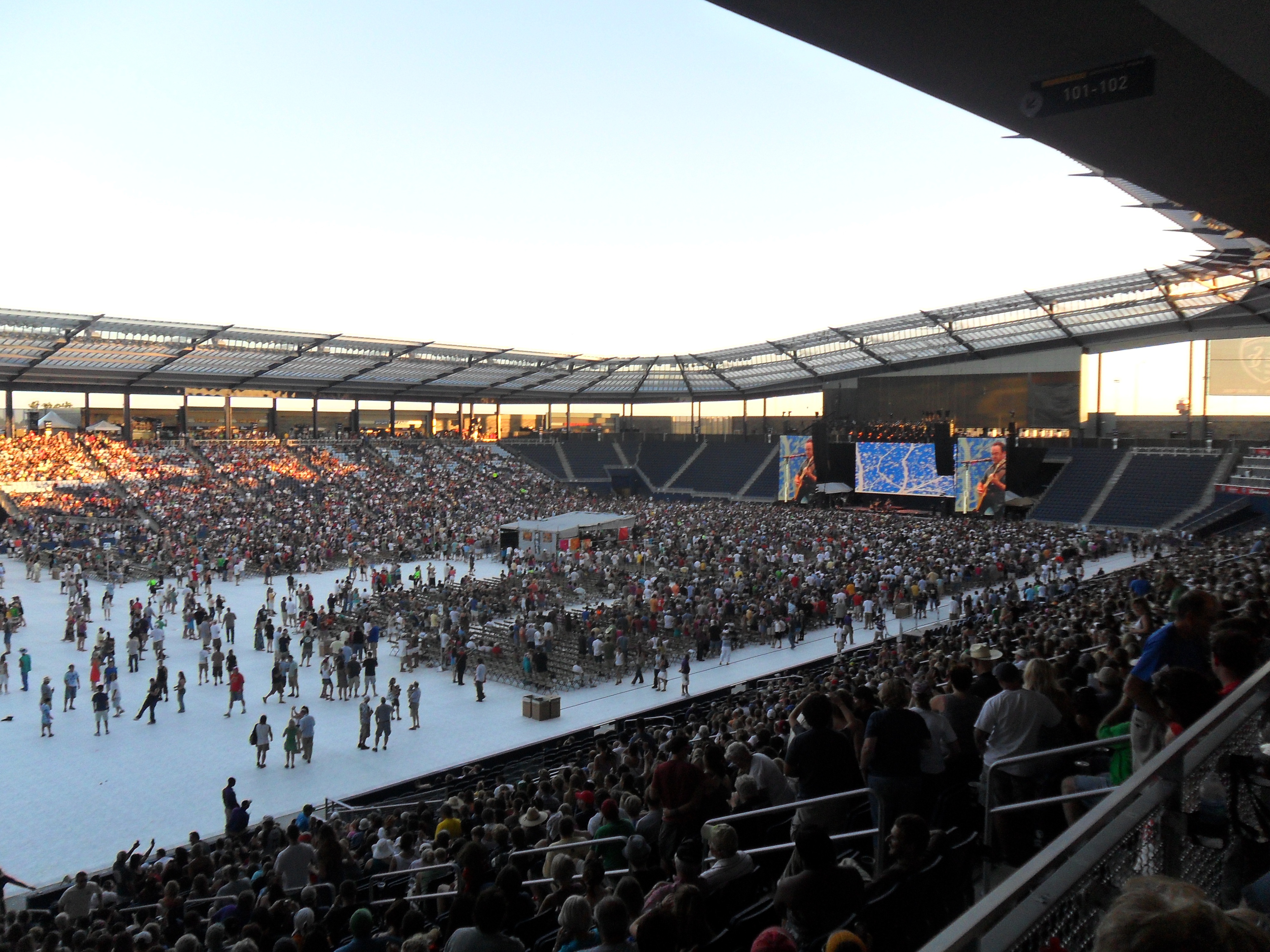
Benefietconcert voor Farm Aid in 2011

Farm Aid (voorheen FarmAid) is een non-profitorganisatie die zich inzet voor agrariërs in de Verenigde Staten. De organisatie is in 1985 opgericht door Willie Nelson, John Mellencamp en Neil Young. Farm Aid organiseert jaarlijks een benefietconcert om aandacht te vragen voor de belangen van Amerikaanse boeren en om geld in te zamelen voor kleine en/of noodlijdende familiebedrijven in de agrarische sector. Nelson, Mellencamp en Young maken, evenals Dave Matthews sinds 2001, deel uit van de bestuursraad van Farm Aid en treden vaak op tijdens de benefietconcerten.

## Geschiedenis
Aan het begin van de jaren tachtig van de twintigste eeuw ontstond een grote financiële crisis in de Amerikaanse agrarische sector. Bob Dylan vroeg zich tijdens zijn optreden voor Live Aid hardop af of er niet iets vergelijkbaars voor de noodlijdende boeren in de Verenigde Staten kon worden gedaan. Willie Nelson besloot naar aanleiding hiervan met John Mellencamp en Neil Young een benefietconcert te organiseren op 22 september 1985. Het vond plaats op een campus van de Universiteit van Illinois in Champaign en trok ruim tachtigduizend bezoekers. Nelson opende met de tekst "Welcome to Farm Aid, the concert for America". Tot de deelnemers aan dit eerste concert behoorden Bob Dylan, Billy Joel, B.B. King, Loretta Lynn, Roy Orbison, Daryl Hall, Bonnie Raitt en Tom Petty.